# أوكوس
أوكوس (بالإنجليزية: AUKUS) هي اتفاقية أمنية ثلاثية بين أستراليا والمملكة المتحدة والولايات المتحدة.
ستساعد كل من الولايات المتحدة وبريطانيا أستراليا في تطوير ونشر غواصات تعمل بالطاقة النووية، إضافة إلى تعزيز الوجود العسكري الغربي في منطقة المحيط الهادئ. على الرغم من أن الإعلان المشترك لرئيس الوزراء الأسترالي سكوت موريسون ورئيس الوزراء البريطاني بوريس جونسون والرئيس الأمريكي جو بايدن لم يذكر أي دولة أخرى بالاسم، فقد ذكرت مصادر في البيت الأبيض أنه مصمم لمواجهة نفوذ جمهورية الصين الشعبية في منطقة المحيطين الهندي والهادئ، وهو توصيف يتفق معه المحللون. وقد وُصفت الاتفاقية بأنها خليفة لاتفاق أنزوس الحالي بين أستراليا ونيوزيلندا والولايات المتحدة، مع «تهميش» نيوزيلندا بسبب حظرها للطاقة النووية، ولكن لم يتم الإدلاء بأي تصريح رسمي بهذا الشأن.
تغطي الاتفاقية مجالات رئيسية مثل الذكاء الاصطناعي والحرب الإلكترونية والأنظمة تحت الماء وقدرات الضربة بعيدة المدى. ويتضمن أيضًا مكونًا نوويًا، ربما يقتصر على الولايات المتحدة والمملكة المتحدة بشأن البنية التحتية للدفاع النووي.

## الدول الأعضاء
- أستراليا
- المملكة المتحدة
- الولايات المتحدة

## الغواصات
ستشمل الاتفاقية أحكامًا تمكن أستراليا من الحصول على غواصات تعمل بالطاقة النووية، وهي عملية ستشمل إلغاء برنامج الغواصات التي تعمل بالديزل والكهرباء من فئة الهجوم والتي كان من المقرر سابقًا أن تحل محل فئة كولينز. ستزود الولايات المتحدة أستراليا باليورانيوم عالي التخصيب لتشغيل الغواصات. وافقت أستراليا على عدم إنتاج يورانيوم عالي التخصيب بنفسها.
يمكن أن تشمل الصفقة أيضًا غواصات أمريكية تعمل بالطاقة النووية من طراز فرجينيا تعمل انطلاقا من قاعدة ستيرلينغ في بيرث.

## ردود أستراليا
قال زعيم المعارضة الفيدرالية أنتوني ألبانيز من حزب العمال إن حزبه سيدعم الغواصات النووية طالما لم يكن هناك شرط لوجود صناعة نووية مدنية محلية، وعدم امتلاك أسلحة نووية، وأن الصفقة تتفق مع مسؤوليات أستراليا بموجب قانون معاهدة عدم انتشار الأسلحة النووية. وأدان رئيس الوزراء العمالي السابق بول كيتنغ الصفقة قائلاً: «سيشهد هذا الترتيب مزيدًا من الخسارة الدراماتيكية للسيادة الأسترالية، حيث إن الاعتماد المادي على الولايات المتحدة سلب أستراليا أي حرية أو خيار في أي مشاركة قد تراها أستراليا مناسبة». حذر رئيس الوزراء العمالي السابق كيفن رود من النقد المفرط المفرط للصين وأوصى أستراليا بالتركيز على تحسين القدرات العسكرية بهدوء.
وصف رئيس الوزراء السابق توني أبوت هذه الخطوة بأنها «أكبر قرار اتخذته أي حكومة أسترالية منذ عقود»، لأنها «تشير إلى أننا سنقف جنبًا إلى جنب مع الولايات المتحدة والمملكة المتحدة في مواجهة التحدي الاستراتيجي الكبير المتمثل في عصرنا، ومن الواضح أنه الصين». قال أبوت إن أستراليا ستكون أكثر أمانًا نتيجة لذلك، واستشهد بالقوة النيران البحرية الصينية المتزايدة كمبرر للصفقة.

## الاستجابة الدولية
من المتوقع أن تقدم الحكومة الأسترالية إحاطة للبعثات الدبلوماسية للدول الإقليمية في 16 سبتمبر 2021، بينما تم تأجيل اجتماع مع الرئيس الفرنسي ماكرون حتى 16 سبتمبر. في بيان مشترك أعرب وزير الخارجية الفرنسي جان إيف لودريان ووزيرة القوات المسلحة فلورنس بارلي عن خيبة أملهما من قرار أستراليا التخلي عن برنامج الغواصات المشترك مع فرنسا.
في 16 سبتمبر 2021 أصدرت رئيسة الوزراء النيوزيلندية جاسيندا أرديرن بيانًا كررت فيه موقف نيوزيلندا بعدم السماح بغواصات نووية في مياهها، بينما ذكرت أيضًا أنه لم يتم الاتصال بها بشأن الاتفاقية، وأنها لا تتوقع أن يكون قريب.
قال مسؤول أمريكي كبير مجهول إن الاتفاقية مع أستراليا كانت استثناء «لمرة واحدة». أستراليا والبرازيل ستكون أول الدول التي لا تمتلك أسلحة نووية ستمتلك غواصات تعمل بالطاقة النووية. وقد أثيرت مخاوف من أن هذا قد يؤدي إلى زيادة خطر انتشار الأسلحة إذا اتبعت البلدان الأخرى نفس النهج لأنه قد يشمل دولاً أخرى تخصيب اليورانيوم للمفاعلات البحرية، مما قد يخلق المزيد من السبل لتطوير المواد اللازمة للأسلحة النووية دون الضمانات التي توفرها عمليات التفتيش المنتظمة.
قال المتحدث الصيني تشاو ليجيان: «إن الولايات المتحدة والمملكة المتحدة وأستراليا تشارك في تعاون في الغواصات التي تعمل بالطاقة النووية والتي تقوض بشكل خطير السلام والاستقرار الإقليميين، وتؤدي إلى تفاقم سباق التسلح وتضر بالجهود الدولية لمنع الانتشار.»